# NGC 2043
NGC 2043 (другое обозначение — ESO 56-SC168) — рассеянное скопление в созвездии Столовой Горы, расположенное в Большом Магеллановом Облаке. Открыто Пьетро Баракки в 1884 году. Изначально Баракки указал неточные координаты, поэтому в прошлом была распространена гипотеза о том, что номером NGC 2043 обозначен тот же объект, что и NGC 2036, однако сейчас она считается маловероятной.
Этот объект входит в число перечисленных в оригинальной редакции «Нового общего каталога».